# La Pobla de Cérvoles
La Pobla de Cérvoles (spanisch Pobla de Ciérvoles) ist eine katalanische Gemeinde in der Provinz Lleida im Nordosten Spaniens mit 205 Einwohnern (Stand: 2024). Sie ist Teil der Comarca Garrigues.

## Geographische Lage
La Pobla de Cérvoles liegt etwa 29 Kilometer südöstlich von Lleida in einer Höhe von 665 m.

## Bevölkerungsentwicklung
| Jahr      | 1970 | 1981 | 1991 | 2001 | 2011 | 2021 |
| Einwohner | 314  | 213  | 207  | 218  | 245  | 198  |

## Sehenswürdigkeiten
- Burgruine von La Pobla de Cérvoles
- Johannes-der-Täufer-Kirche
- Rathaus und Ecomuseum

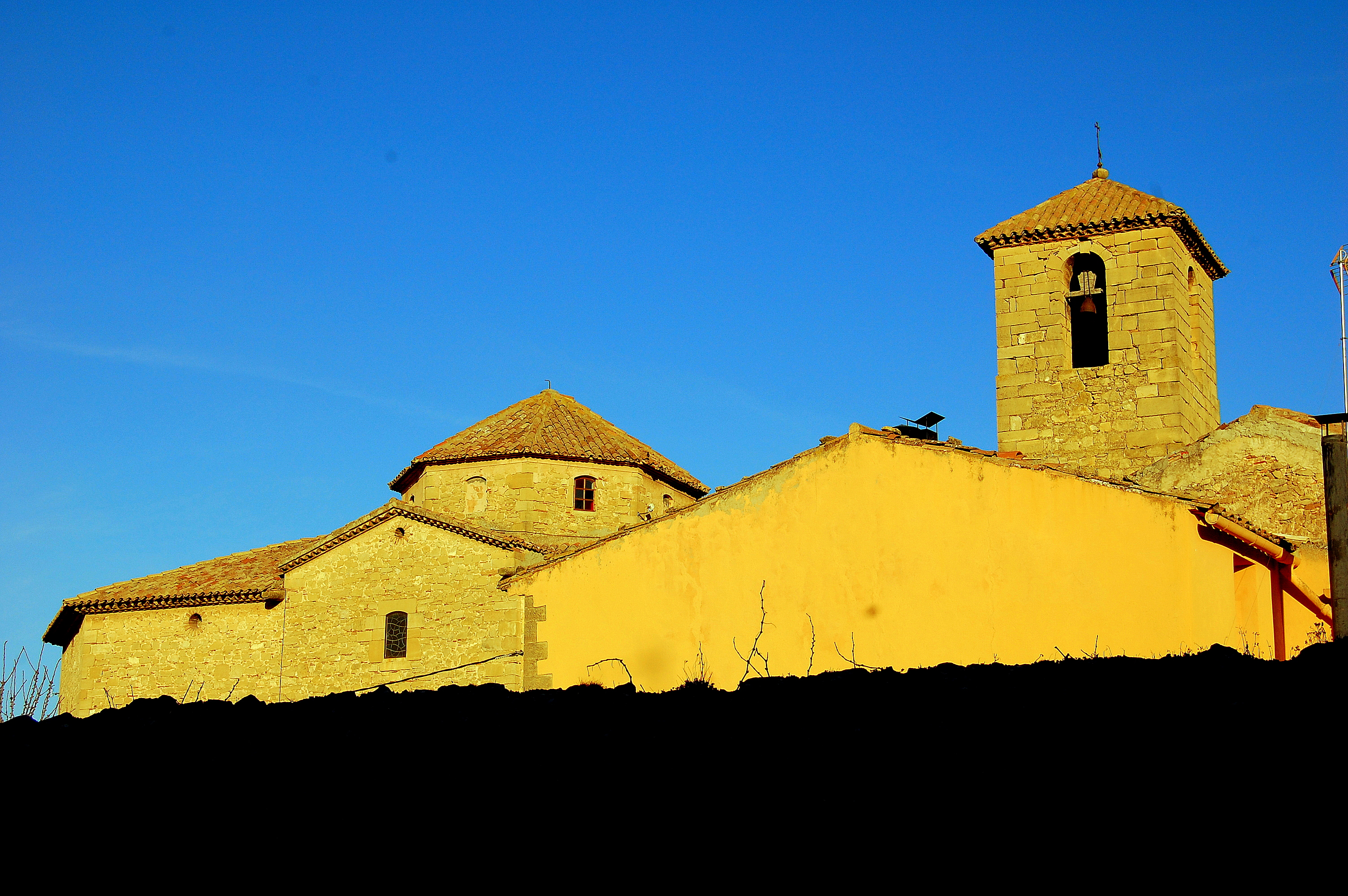
Marienkirche
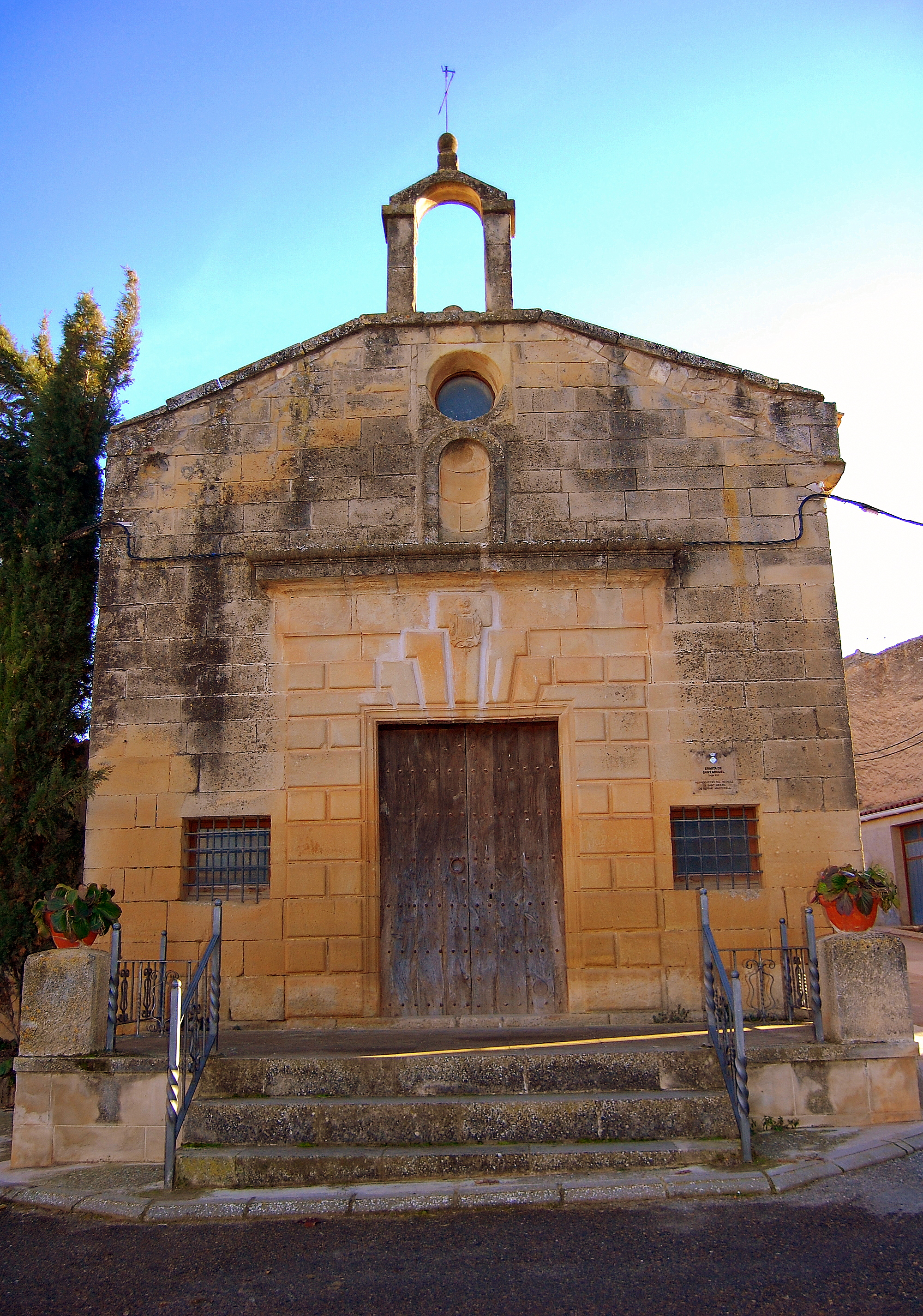
Michaeliskapelle
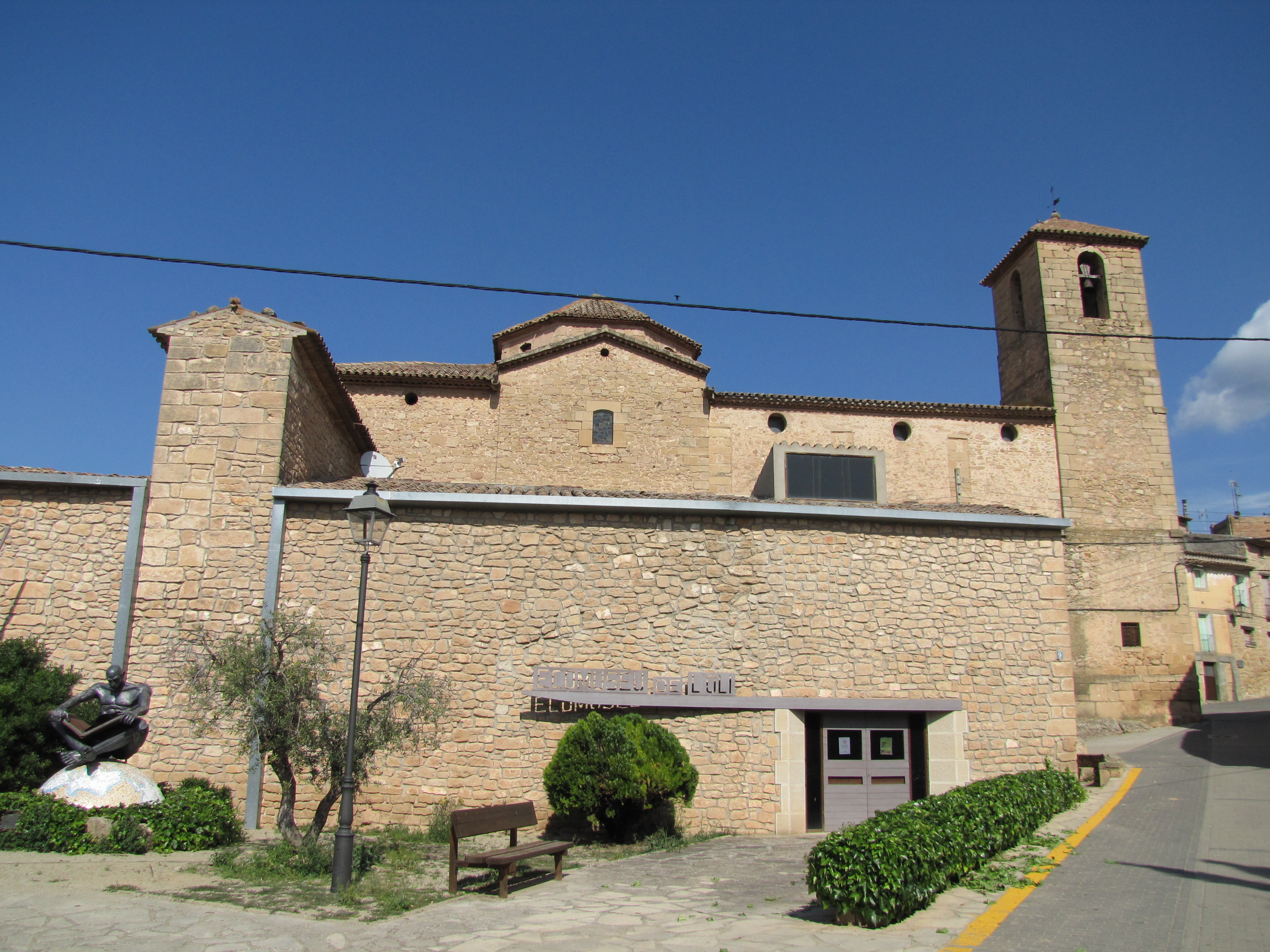
Rathaus und Museum

## Persönlichkeiten
- José Espasa Anguera (1840–1911), Autor und Verleger